# Жемчужины галахи
«Жемчужины галахи» (ивр. פניני הלכה‎, Пнине галаха) — книжная серия, выпущенная издательством «Гар-Браха» и написанная Элиэзером Меламедом. Серия состоит из 16 томов и посвящена еврейской традиции и галахе.

## История создания и описание серии
Начало «Жемчужин галахи» было положено в радиопередаче на тему галахи, которую проводил раввин Меламед на радио «Седьмой канал». На его основе была выпущена первая книга в 1993 году.
«Жемчужины галахи» содержат традиции и галахические постановления больших еврейских общин (ашкеназской, сефардской, йеменской), в отличие от других галахических трудов, которые, как правило, касаются одной общины.
Серия написана простым и понятным современным языком, на иврите, книги переведены на английский, французский, испанский и русский языки.
Министерство образования Израиля разрешило некоторым школам использовать книги «Жемчужин галахи» для сдачи экзаменов по галахе для получения аттестата зрелости.
Серия получила одобрение и рекомендации видных израильских раввинов: Авраама Шапира, Шломо Горена, Мордехая Элияху, Шауля Исраэли, Залмана-Баруха Меламеда, Элияху Бакши-Дорона, Меира Мазуза, Дова Лиора, Нахума-Элиэзера Рабиновича.
В 2013 году за этот труд Элиэзер Меламед получил «Приз еврейского сочинения» в память раввина Кука от израильской «Кафедры Торы и мудрости», а также в 2018 году — Приз Каца за воплощение галахи в современной жизни.

## Критика
В 2020 году раввин Меламед опубликовал свой метод, предполагающий проведение встреч с лидерами реформистского иудаизма, что вызвало сопротивление его галахическому подходу и постановлениям.
В 2021 году он опубликовал книгу «Пниней Галаха — Тахарат Мишпаха», и многие раввины течения хареди-леуми опубликовали серию писем против его постановлений и заявили, что он легкомысленно относился к каббале.
После публикаций к критике присоединились и ультраортодоксальные раввины, призвавшие бойкотировать его книги.
С другой стороны, многие раввины из национальной религиозной общины поддержали его галахический метод и призвали продолжать изучение его книг.